# Claudio Bojunga
Claudio Bojunga (Rio de Janeiro, 26 de dezembro de 1939 — Rio de Janeiro, 4 de maio de 2022) foi um jornalista brasileiro.

## Carreira
Graduado em Direito, Bojunga estudou Política Internacional no Instituto de Estudos Políticos de Paris. Trabalhou como jornalista desde 1969. Foi editor especial da revista Veja, diretor de jornalismo da TVE e editorialista do Jornal do Brasil. É autor dos livros JK, o Artista do Impossível (sobre o ex-presidente Juscelino Kubitschek), Roquette-Pinto: o Corpo a Corpo com o Brasil (sobre o pai do rádio brasileiro), Viagem à China aberta e Viagem ao Brasil desconhecido (estes dois últimos em parceria com Fernando Portela).
Claudio Bojunga ganhou o Prêmio Jabuti duas vezes: em 2002, na categoria "Reportagem e Biografia", pelo livro JK, o Artista do Impossível, e em 2018, na categoria "Biografia", pelo livro Roquette-Pinto: o Corpo a Corpo com o Brasil. Pela biografia de Roquette-Pinto (de quem Bojunga é neto), também ganhou o Prêmio Senador José Ermírio de Moraes, oferecido pela Academia Brasileira de Letras.